# Rodolfo Villanova Machado
Rodolfo Villanova Machado foi um militar e político que exerceu o cargo de prefeito de Niterói por duas vezes.
Na primeira ocasião, ocupou o cargo, por nomeação do presidente da província do Rio de Janeiro (o que equivale hoje ao cargo de governador do estado) Oliveira Botelho, substituindo Feliciano Sodré, que se licenciou para concorrer à sucessão do presidente. Villanova Machado, naquele ínterim ocupava a patente de capitão de exército.
Na segunda ocasião, venceu a primeira eleição válida para prefeito da cidade. Com Feliciano Sodré eleito no governo do estado, e tendo este concedido perdão das dívidas da municipalidade, Villanova Machado pôde contrair novos empréstimos. O governante do estado também contraiu novos empréstimos externos, mas logo com a renda do seu principal produto (o café) em declínio, não houve como honrar com os compromissos financeiros, a não ser aumentando os impostos. O prefeito, por sua vez, beneficiado com esta medida, investiu na valorização do seu funcionalismo, reajustando seus vencimentos e equiparando aos das prefeituras que melhor remuneravam seus servidores. Dentre outras medidas, remodelou totalmente o Posto de Pronto-Socorro Médico-Cirúrgico da cidade com auxílio do Doutor Antônio Pedro Pimentel.